# Broș, Kărdjali
Broș (în bulgară Брош) este un sat în comuna Kărdjali, regiunea Kărdjali,  Bulgaria. 

## Demografie
Componența etnică a satului Broș
     Turci (55,29%)
     Nicio identificare (44,7%)
     Altele (0%)
La recensământul din 2011, populația satului Broș era de 170 locuitori. Din punct de vedere etnic, majoritatea locuitorilor (55,29%) erau turci. Pentru 44,7% din locuitori nu este cunoscută apartenența etnică.